# إدواردو فيلا
إدواردو فيلا (بالإنجليزية: Edoardo Villa)‏ هو نحات جنوب أفريقي، ولد في 1915 في بيرغامو في إيطاليا، وتوفي في 1 مايو 2011 في جوهانسبرغ في جنوب أفريقيا.